# 布爾 (阿拉巴馬州)
布爾（英語：Buhl）是位於美國阿拉巴馬州塔斯卡盧薩縣的一個非建制地區。該地的面積和人口皆未知。

## 地理
布爾的座標為33°15′25″N 87°45′10″W / 33.25694°N 87.75278°W，而該地的平均海拔高度為82米（即269英尺）。